# Мутин, Мухтар Исхакович
Мухтар Исхакович Мутин (баш. Мутин Мөхтәр Исхаҡ улы, тат. Мөхтәр Исхак улы Мутин; 2 января 1886, Такталачук, Мензелинский уезд, Уфимская губерния — 3 июля 1941, Магаданская область) — первый татарский и башкирский актёр-трагик. Заслуженный артист Татарской АССР (1926).

## Биография
Мутин Мухтар Исхакович родился 2 января 1886 года в деревне Такталачук Мензелинского уезда Уфимской губернии. Из башкирского дворянского рода Мутиных. В собственноручно заполненной анкете 1926 года указал свою национальность как башкир. Согласно документам репрессии, по национальности татарин.
Театральным искусством заинтересовался во время учёбы в русской гимназии в городе Белебее. В 1902 году окончил Белебеевское городское училище.
В 1906—1908 годах работал бухгалтером в ОМДС в Уфе. Уволен из ОМДС за организацию совместных спектаклей с шакирдами медресе «Галия».
С 1908 года выступал на сцене как гастролирующий артист. В 1912 году работает в труппе «Нур» в Уфе, с 1915 года — в труппе «Ширкат». С 1915 года выступает в труппе «Сайяр».
В годы Гражданской войны играл во фронтовых театрах 1-й, 2-й, 5-й армий Восточного фронта.
В 1918 году устроился в Казани в труппу Татарских драматических артистов.
С 1919 года является актёром труппы Уфимского показательного татаро-башкирского театра.
В 1919—1922 годах руководил театральным отделом Наркомпроса, принимал участие в перепрофилировании бывшего купеческого клуба (ныне здание русского ТЮЗа) в первое стационарное помещение Татарского театра. Одновременно с этим М. Мутин выполнял обязанности главного режиссёра и художественного руководителя Первого Государственного показательного драматического татарского театра, объединившего артистов бывшего «Сайяра».
Кандидат в члены РКП(б) в 1920—1921 годах.
С 1922 года — актёр Татарского Академического театра.
В 1922—1924 годах — главный режиссёр Башкирского театра драмы.,.
В 1924—1937 годах — актёр, режиссёр Татарского академического театра, Башкирского театра драмы.
Автор книги "Татарский театр" (1926), где собран фактический материал по истории татарского театра.
Башкирская энциклопедия сообщает о работе Мутина актёром и режиссёром в Башкирском театре драмы.
24 апреля 1937 года был арестован. Военной Коллегией Верховного Суда СССР от 19 сентября 1937 года был обвинён «как участник троцкистской организации», приговорён к лишению свободы на 10 лет.
Погиб 3 июля 1941 года в местах заключения Магаданской области. Писатель Ибрагим Салахов, находившийся с ним в одном лагере, рассказал, что татарского артиста убили надзиратели скормив собакам. Реабилитирован 1 августа 1963 года.

## Театральные работы
Благодаря талантливому исполнению Мутина в репертуаре татарского театра утвердились: "Разбойники" (играл Франца Моора и Карла Моора, 1918), "Гамлет", "Отелло" (играл гл. роли, 1919, 1921). Утверждал на национальной сцене реалистические традиции. Среди ролей: Закир ("Несчастный юноша" Г. Камала, 1916), Юсуф ("Молодая жизнь" Кулахметова, 1918), Татарин, Сатин ("На дне", 1919), Дикой ("Гроза"), Городничий (1921).
Карл Моор — «Разбойники» Ф. Шиллера, Гамлет, Отелло — в одноимённых трагедиях В. Шекспира, Тартюф — «Тартюф» Мольера, Батырхан — «Новые люди» Г. Ибрагимова, Гайнутдин — «Бегство» Н. Исанбета, Джалял — «Банкрот» Г. Камала, Бардин — «Враги», Барон — «На дне» М. Горького, Вершинин — «Бронепоезд 14-69» Вс. Иванова, Франко — «Салют, Испания!» А. Афиногенова, Карим — «Враги» Ф. Сайфи — Казанлы, Батырхан — «Без ветрил», Минхаж — «На Кандре» К. Тинчурина, Гофрай — «Миркай и Айсылу» Н. Исанбета и др.
Как режиссёр поставил в Уфе в 1906 году спектакль «Жизнь с тремя жёнами» Г.Исхаки.
В Татарском академическом театре поставил ряд пьес классических («Ревизор» Н. В. Гоголя, «Разбойники» Ф. Шиллера) и современных авторов: "К утренним лучам" Тагирова (1928), "Человек с портфелем" А. М. Файко (1932) и др.
Был автором литературно-музыкальных программ по произведениям М. Гафури, М. М. Рамеева, С. Л. Рамиева, Г. Тукая, автором пьес «Волны подо льдом», «Бездна», «Когда дрожит вселенная», «Пришелец».

## Награды и звания
- Заслуженный артист Татарской АССР (1926)

## Память
Его именем названы улицы в Такталачуке и Актаныше.